# Euphorbia boetica
Euphorbia boetica Boiss. 1860 es una especie fanerógama perteneciente a la familia Euphorbiaceae. Está considerada en Kew como Euphorbia baetica.

## Distribución y hábitat
Se encuentra en matorrales secos y claros en los pinares del litoral, sobre suelos arenosos y casi siempre silíceos en alturas de 0-100(500?) m s. n. m. de la península ibérica, principalmente en el sudoeste de España.

## Descripción
Es una planta perenne, fruticulosa, multicaule, glabra, más o menos glauca. Cepa leñosa y en general tortuosa, hasta de 13 mm de diámetro. Tallos de 10 a 50 cm, erectos, a veces algo flexuosos en la parte inferior, estriados, leñosos en la base, con ramas estériles basales, ocasionalmente con 2-4 ramas laterales fértiles. Hojas lineares o linear-lanceoladas, sésiles, enteras, claramente trinervias en ambas caras. Ciatio de 2,5 mm, glabro, con pedúnculo de hasta 3 mm; nectarios apendiculados, trapezoidales o semicirculares, amarillos, con dos apéndices corniculados. Semillas ovoideas o subovoideas, algo comprimidas . 2n = 18.

## Taxonomía
Euphorbia baetica fue descrita por Pierre Edmond Boissier y publicado en Cent. Euphorb. 36 1860.
Etimología
Euphorbia: nombre genérico que deriva del médico griego del rey Juba II de Mauritania (52 a 50 a. C. - 23), Euphorbus, en su honor – o en alusión a su gran vientre – ya que usaba médicamente Euphorbia resinifera. En 1753 Carlos Linneo asignó el nombre a todo el género.
baetica: epíteto geográfico que alude a su localización en la Betica.
Sinonimia
- Euphorbia boetica [ß] pseudoraromisissima Cout.
- Euphorbia trinervia Boiss.
- Tithymalus boeticus (Boiss.) Samp.[4]